# 1823 en France
Chronologie de la France
- 1819
- 1820
- 1821
- 1822
- 1823
- 1824
- 1825
- 1826
- 1827

Cette page concerne l'année 1823 du calendrier grégorien.

## Événements
- 13 janvier : ordonnance royale qui nomme dix-sept évêques et archevêques dans les diocèses rétablit en octobre 1822[1],[2].
- 22 janvier : un accord secret signé à l'issue du congrès de Vérone permet à la France d'envahir l'Espagne[3].
- 28 janvier : Louis XVIII annonce à la [Chambre que « cent mille Français sont prêts à marcher pour conserver le trône d'Espagne à un petit-fils d'Henri IV »[3].
- 28 janvier : séance royale pour l'ouverture des Chambres[4].
- 2 février : ordonnance du roi portant réorganisation de l’École de médecine de Paris[4].

- 26 février : Louis XVIII signe la première concession pour une ligne de chemin de fer française de 23 km entre Saint-Étienne et Andrézieux destinée au transport du charbon[5].

- 3-4 mars : Manuel, député libéral, est exclu de la Chambre à cause de ses prises de position contre la guerre d’Espagne (discours des 26 et 27 février) puis expulsé le lendemain par la gendarmerie après que le sergent Mercier de la garde nationale ait refusé de l’arrêter ; troubles consécutifs dans Paris[6].
- 17 mars : loi relative à l'ouverture d'un crédit éventuel de cent millions pour financer la guerre[7]
- 5 avril : le financier Gabriel-Julien Ouvrard remporte à Bayonne les marchés d'Espagne qui consistent en la fourniture de subsistances militaires et en leur transport[8].

- 7 avril : expédition d'Espagne ; les troupes françaises passent la Bidassoa[3].

- 23 mai : l'armée des « Cent mille fils de saint Louis » entre dans Madrid où le duc d'Angoulême impose une régence[3].

- 20 juin : Anne Louis Henri de La Fare est créé cardinal par le pape Pie VII[9].
- 28 juillet : combat de Campillo de Arenas[10].

- 31 août : le fort du Trocadéro est pris et Cadix capitule le 28 septembre ; les Cortes de Cadix décident de se dissoudre et de rendre à Ferdinand VII son pouvoir absolu[11].

- 19 octobre : le duc de Bellune ministre de la guerre est remplacé par le baron de Damas[4].

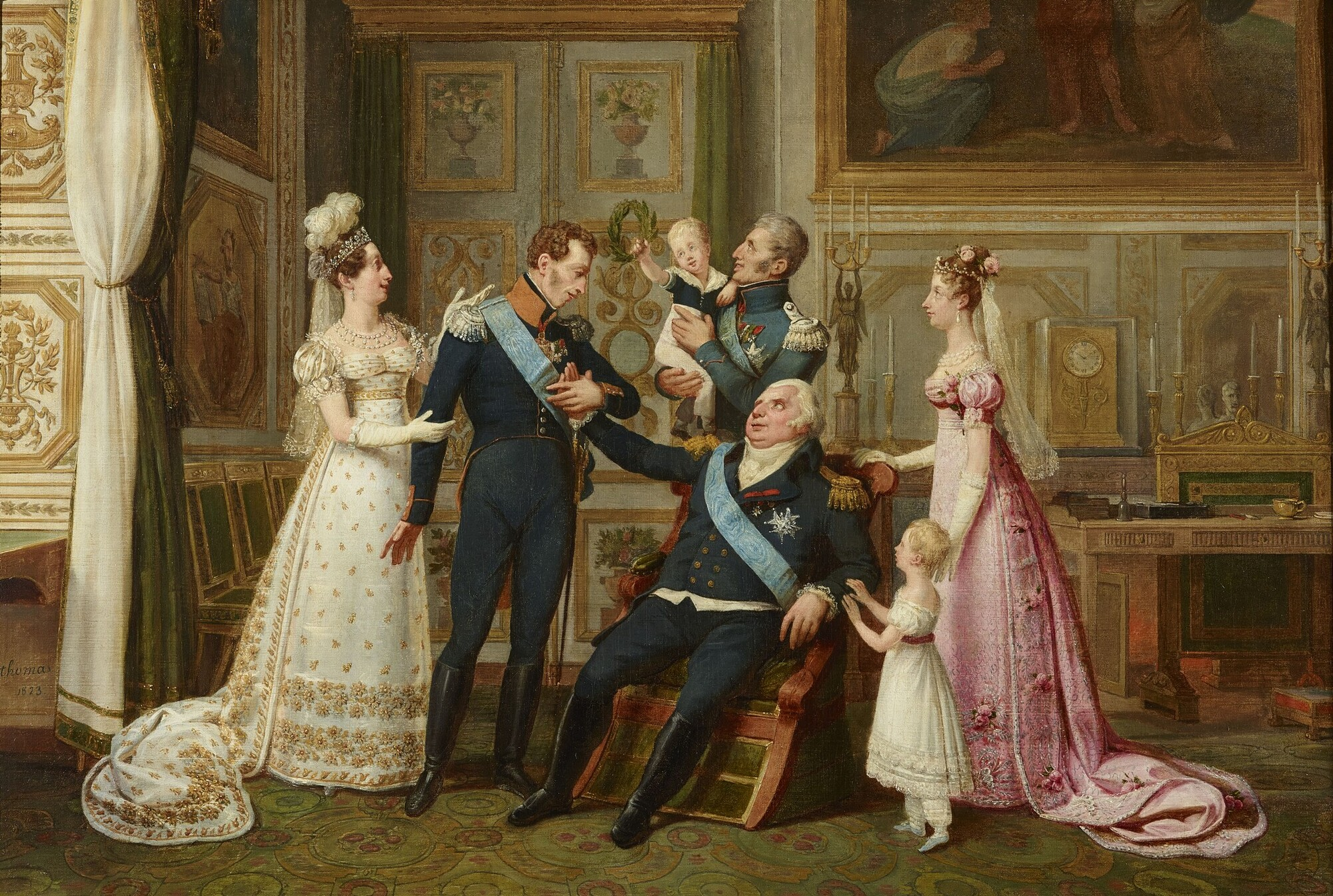
Dans son cabinet des Tuileries, Louis XVIII reçoit le duc d’Angoulême, commandant en chef victorieux de l’armée des Pyrénées. Antoine-Jean-Baptiste Thomas.

- 24 décembre : dissolution de la Chambre[12].

## Naissances en 1823
- 18 mars : Xavier de Montépin, écrivain français, à Apremont.
- 25 mai  : Hector Hanoteau, à Decize, artiste peintre et maire de Cercy-la-Tour, décédé le 7 avril 1890 dans cette dernière ville.
- 21 octobre : Victor Lemoine, horticulteur et botaniste, à Delme.
- 21 décembre : Jean-Henri Fabre, à Saint-Léons (Aveyron), entomologiste français, connu mondialement pour ses Souvenirs entomologiques.